# Вилламов, Григорий Григорьевич (младший)
Вилламов Григорий Григорьевич (младший) (1848 — 6 (18) февраля 1888) — русский дипломат, камер-юнкер, коллежский советник.

## Биография
Из дворян С.-Петербургской губерний. Сын прославленного военачальника, генерал-адъютанта Свиты Е. И. В., начальника артиллерии Петербургского военного округа, артиллерии генерал-лейтенанта Григория Григорьевича Вилламова (старшего) (28.02.1816 — 21.05.1869) и его супруги — девицы Анны Васильевны Лебедевой, помещицы С.-Петербургской губернии. Отец жил в С.-Петербурге, по Гагаринской наб., в доме № 2, кв. 9. Здесь же находились офицерские казармы лейб-гвардии Конной артиллерии и 1-й артиллерийской бригады. Мать – Анна Васильевна, была владелицей каменного дома в С.-Петербурге, со всем при нём строением и землей, состоящего в Литейной части, 4-го квартала, под №№ по Табели 1822 года 443-м и 444-м, а 1846 года 509-м, а по Баскову пер. под № 3 (ныне - на углу ул. Короленко и Баскова пер., дом № 1/3).
Законченного высшего образования не имел. Соответственно, не имел права на классный чин при вступлении в службу и не мог сразу поступить на дипломатическую службу. После внезапной кончины отца на лечении в Германии, в том же — 1869 году, вступил в службу в ведомство Министерства внутренних дел. Прослужив в МВД два года, перевёлся в ведомство Министерства иностранных дел, в котором продолжил службу. Владел шестью языками. Выполнил ряд командировок в Персию, Швецию и на Балканы с дипломатическими целями. Занимая должность первого секретаря, фактически управлял делами дипломатических миссий России в Вашингтоне (1.02.1876 — 27.05.1885) и Бухаресте (27.05.1885 — 6.02.1888). С 2 января 1872 года избран действительным членом С.-Петербургского Славянского благотворительного общества (Славянского комитета). Скоропостижно умер на службе. Был холост.
Деятельность Г. Г. Вилламова во время службы в Вашингтоне нашла отражение в академических изданиях, посвященных истории США и русско-американским дипломатическим отношениям.
Период службы Г. Г. Вилламова в Бухаресте совпал с государственным переворотом и контрпереворотом (свержение князя Александра Баттенберга) в Болгарии в августе 1886 года, разрывом отношений России с Болгарским княжеством и отказом признать легитимность болгарского парламента и избранного в июне 1887 года князя Фердинанда Саксен-Кобург-Готского (царь Фердинанд I). Русская дипломатическая миссия в Бухаресте работала в условиях пророссийских бунтов в Болгарии и преследования русофилов. Русское правительство помогало оружием, деньгами и покровительством нескольким попыткам смены власти в Болгарии, включая так называемый Офицерский бунт в феврале 1887 года, которые окончились неудачей. В том же — 1887 году, майор Коста Паница вёл переговоры с Г. Г. Вилламовым о свержении князя Ф. Саксен-Кобург-Готского и болгарского премьер-министра Стефана Николова Стаболова, создании в Болгарии коалиционного правительства и получении от России дипломатической поддержки, денег и оружия для организации восстания в Македонии и её присоединения к Болгарии. Русское правительство, не разрывая окончательно контактов с заговорщиками после февральского провала, отказалось поддержать предложенный план К. Паницы.
В Бухаресте с Вилламовым познакомился русский дипломат Юрий Сергеевич Карцов. Он оставил свои впечатления о Вилламове: «Переехав Дунай на пароходике, я, после нескольких часов железной дороги, очутился в Бухаресте. Посланником нашим в Румынии был князь Л. П. Урусов, первым секретарем миссии Вилламов, а вторым – Путятя <…> По росту и наружности, первый секретарь Вилламов был мужчина видный, представительный. О его успехах у женщин я слышал рассказы ещё при вступлении моем в Азиатский департамент. Эти ли успехи или, быть может, происхождение от немецких выходцев внушали ему сознание превосходства, только о политике Вилламов рассуждал с большим апломбом. На меня он произвел впечатление самоуверенного и претенциозного, но не деловитого».

### Послужной список
Послужной список [в части дипломатической службы] составлен по сведениям дипломатического «Ежегодника Министерства иностранных дел», выходившего в XIX веке на французском и частью на русском языках.
Приказом от 14 сентября 1869 № 41, по Министерству внутренних дел, из дворян определён в службу — в министерство, с причислением к оному и с откомандированием для занятий к Департаменту общих дел, с 4 сентября 1869 года.
Приказом от 30 мая 1870 № 29, по МВД, уволен в отпуск, за границу, состоящий при министерстве, не имеющий чина Вилламов — на четыре месяца.
Приказом от 20.05.1871 № 26, по МВД, уволен в отпуск, за границу, состоящий при министерстве, откомандированный для занятий в Департамент общих дел, не имеющий чина Вилламов — на четыре месяца.
Приказом от 23.10.1871 № 25, по Министерству иностранных дел, переводится, состоящий при Министерстве внутренних дел, дворянин Григорий Вилламов — в ведомство Министерства иностранных дел, с 12 октября 1871 года.
Приказом от 20.11.1871 № 27, по МИД, назначен, состоящий в ведомстве Министерства иностранных дел, дворянин Григорий Вилламов — чиновником сверх штата, при Азиатском департаменте, с 12 ноября 1871 года.
Приказом от 1.01.1872 № 1, по МИД, производится, за отличие, в коллежские регистраторы, чиновник сверх штата при Азиатском департаменте, Григорий Вилламов.
Высочайшим приказом от 2.04.1874 № 5, по МИД, производится, за отличие, в губернские секретари, коллежский регистратор, чиновник сверх штата в Азиатском департаменте, Григорий Вилламов, со старшинством с 1.01.1874 года.
Приказом от 29.05.1874 № 10, по МИД, назначен, чиновник сверх штата в Азиатском департаменте, губернский секретарь Григорий Вилламов — исправляющим должность второго секретаря канцелярии министерства.
Высочайшим приказом от 30.08.1875 № 16, по Министерству императорского двора, жалуется, губернский секретарь, и. д. второго секретаря канцелярии Министерства иностранных дел Вилламов — в звание камер-юнкера Двора Е. И. В.
Высочайшим приказом от 18.02.1876 № 1, по МИД, производится, за отличие (17 февраля 1876), и. д. второго секретаря канцелярии МИД, в звании камер-юнкера, губернский секретарь Григорий Вилламов — в титулярные советники, с оставлением в придворном звании.
Приказом от 18.02.1876 № 2, по МИД, назначается, и. д. второго секретаря канцелярии МИД, в звании камер-юнкера, титулярный советник Григорий Вилламов — исправляющим должность первого секретаря Миссии в Вашингтоне, с 1 февраля 1876 года.
Приказом от 22.10.1879 № 14, по МИД, согласно определения Правительствующего Сената от 6.09.1879 (сенатский указ от 28.09.1879 № 154), производится, за выслугу лет, со старшинством, в коллежские асессоры, титулярный советник, и. д. первого секретаря Миссии в Вашингтоне, в звании камер-юнкера, Григорий Вилламов — с 17 февраля 1879 года, с оставлением в придворном звании.
Приказом от 27.02.1880 № 2, по МИД, утверждён, и. д. первого секретаря Миссии в Вашингтоне, в звании камер-юнкера, коллежский асессор Григорий Вилламов — в занимаем им должности.
Приказом от 9.12.1880 № 14, по МИД, уволен в отпуск, первый секретарь Миссии в Вашингтоне, в звании камер-юнкера, коллежский асессор Григорий Вилламов — в Россию, на четыре месяца.
Приказом от 13.08.1883 № 11, по МИД, согласно определения Правительствующего Сената от 11.08.1883 года (сенатский указ от 16.09.1883 № 98) произведён, за выслугу лет, со старшинством, в надворные советники — коллежский асессор, первый секретарь Миссии в Вашингтоне, в звании камер-юнкера, Григорий Вилламов, с 17 февраля 1883 года, с оставлением в придворном звании.
Приказом от 1.12.1884 № 13, по МИД, уволен в отпуск, первый секретарь Миссии в Вашингтоне, в звании камер-юнкера, надворный советник Григорий Вилламов — в Россию, на два месяца.
Приказом от 27.05.1885 № 5, по МИД, назначен, в звании камер-юнкера, надворный советник, первый секретарь Миссии в Вашингтоне Григорий Вилламов — первым секретарем Миссии в Бухаресте.
Определением Правительствующего Сената от 3.09.1887 года (сенатский указ от 29.09.1887 № 114), произведён, за выслугу лет, со старшинством, в коллежские советники — надворный советник, первый секретарь Миссии в Бухаресте — в звании камер-юнкера Григорий Вилламов — с 17 февраля 1887 года, с оставлением в придворном звании.
Приказом от 1 марта 1888 № 1, по МИД, исключен из списков, умерший, первый секретарь Миссии в Бухаресте, в звании камер-юнкера, коллежский советник Григорий Вилламов, с 6 февраля 1888 года.

### Награды
Придворное звание камер-юнкера Двора Е. И. В. Высочайшее пожалование в титулярные советники минуя чин коллежского секретаря. Монаршее благоволение и высочайший перстень с бриллиантами. Кавалер ордена Святого Станислава 2 степени и ордена Святой Анны 2 степени. Высочайше разрешено принять и носить персидский орден Льва и Солнца 4 степени, черногорский орден Князя Даниила I 3 степени и орден креста Шведской Вазы 2 степени.